# FK Dinamo Vranje
FK Dinamo Vranje (FK Dinamo, Dinamo; Dinamo Vranje, srpski Фудбалски клуб Динамо Врање) je nogometni klub iz Vranja, Pčinjski okrug, Srbija. 

U sezoni 2018./19. klub se natječe u "Superligi Srbije", najvišoj nogometnoj ligi u Srbiji.

## O klubu
Klub je osnovan 1947. godine. Tijekom povijesti je uglavnom nastupao u raznim niželigaškim natjecanjima. Uspješniji period klub počinje u sezoni 2005./06. osvajanjam Srpske lige - Istok, kada se plasiraju u Prvu ligu Srbije, drugi stupanj prvenstva Srbije. Od sezone 2018./19. su članovi Superlige. 

## Uspjesi

### SRJ / SCG
Srpska liga Istok
- prvak: 2005./06.

### Srbija
Prva liga Srbije
- doprvak: 2017./18.

Srpska liga Istok
- prvak: 2007./08., 2014./15.

## Unutrašnje poveznice
- Vranje

## Vanjske poveznice
- fkdinamovranje.rs - službene stranice
- FK Dinamo Vranje, facebook stranice
- srbijasport.com, profil kluba
- soccerway.com, profil kluba
- futbol24.com, profil kluba
- transfermarkt.com, profil kluba